# Ethmostigmus venenosus
Ethmostigmus venenosus är en mångfotingart som först beskrevs av Carl Graf Attems 1897.  Ethmostigmus venenosus ingår i släktet Ethmostigmus och familjen Scolopendridae. Inga underarter finns listade i Catalogue of Life.